# Arena Motorsport
Arena International Motorsport — британская автогоночная организация, известная по своим выступлениям в ряде кольцевых автогоночных серий.

## Общая информация
Проект Arena создан британским автогоночным энтузиастом Майком Эрлом, до этого участвовавшего в работе ещё нескольких организаций, среди которых наиболее известна компания Onyx Grand Prix, не без успеха участвовавшая в различных формульных сериях на рубеже 1980-х и 1990-х годов. База компании располагается в городке Литтлхэмптон, в английском графстве Западный Суссекс.

### Туринговые гонки
Организация начала свою работу с туринговых соревнований, подготовив накануне сезона-1999 автомобиль Renault Laguna для участия в BTCC. Команда провела тот сезон одной машиной: сначала Расселл Спенс, а затем Уилл Хой, время от времени приезжали в гонках в очковой зоне, но особыми успехами похвастаться не могли. В межсезонье деятельность команды была приостановлена.
Arena Motorsport вернулась в британскую серию накануне сезона-2002, заручившись заводской поддержкой марки Honda. Энди Приоль и Алан Моррисон уже в первый год принесли организации несколько побед, уверенно обосновавшись в Top10 общего зачёта; через год место Приоля заняли Мэтт Нил и Том Чилтон. Команда пыталась побороться за оба титула, но её пилотов лишь на третье место в личном зачёте (заработанное усилиями Нила) и на вице-чемпионское звание в командном кубке (Triple Eight Race Engineering и её пилоты Иван Мюллер и Джеймс Томпсон в те годы были явными лидерами британского туринга и мало кому давали шансы навязать себе сколько-нибудь равную борьбу по ходу всего чемпионата). Не сумев быстро взять титул компания стала сокращать свой штат в серии, в итоге выставляя машину лишь для Тома Чилтона. После сезона-2004 была потеряна заводская поддержка Honda, без которой Arena продержалась в серии лишь один сезон.
Новая пауза продлилась три года: накануне сезона-2009 деятельность в туринге была возрождена — Чилтон и поддерживавшая его Aon Corporation позволили не просто вернуться в серию, но и прийти туда с новой машиной — доработанным Ford Focus. Не сразу, но организация постепенно вернулась в число лидеров серии: в 2010 году Чилтон и его партнёр Том Онсло-Коул регулярно финишировали в очковой зоне и выиграли несколько гонок. В общем зачёте тёзки заняли четвёртое и пятое места, а в трофее частников Чилтон стал сильнейшим. Через год результаты немного упали — команду всё меньше интересовали гонки национального уровня, Arena искала варианты перехода в чемпионат мира. Накануне сезона-2012 британцы изыскивают нужное финансирование переходят в более статусную серию. Доводка машин к новому регламенту проходит неидеально и Том вместе со своим партнёром Джеймсом Нэшем за сезон лишь считанное число раз финиширует в очковой зоне. В межсезонье главный спонсор проекта Aon Corporation переориентирует свою спонсорскую деятельность на карьеру братьев Чилтонов, расставшись с Arena Motorsport: часть денег уходит на спонсорство Макса Чилтона в Формуле-1, а часть, вместе с Томом, уходит к RML Group, которая потеряв заводскую поддержку Chevrolet в то межсезонье активно искала новых партнёров на участие в чемпионате-2013. Arena, не найдя партнёров для продолжения участия в чемпионате мира, временно вновь свёртывает свою деятельность.

### Спортпрототипы
Британская организация несколько раз пробовала себя в работе с частными шасси старшего класса LMP. В 2001 году Arena работала с Audi R8 в ELMS и 24 часах Ле-Мана. Выступления под брендом Johansson Motorsport принесли организации командный титул в евросерии, но в отдельных стартах была одержана лишь одна победа, а суточный марафон на Сарте закончился сходом. В 2002 году команда не выступала в подобных соревнованиях, а в 2003 году провела в лемановских гонках два старта — в Себринге и в Ле-Мане, выступая при полузаводской поддержке Audi. Лучше удаётся американская гонка, где проиграв шестнадцать кругов победителю экипаж Arena финиширует шестым в абсолютном зачёте и четвёртым в своём классе.
Следующие несколько лет имя британской организации не раз всплывало в связи с новыми проектами в старшем классе лемановских прототипов, но в реальную жизнь воплотилось лишь сотрудничество с Zytek. В 2005 году при поддержке рептонской компании, а пару лет спустя самостоятельно Arena выступает в европейской и американской сериях. В 2005 году удалось выиграть несколько гонок, а в 2007 году постепенно устаревавшая техника позволила лишь время от времени бороться за попадание в очковую зону категории.

### Формулы
В 2006-08 годах английский коллектив некоторое время готовил технику и для гонок формульных первенств: в 2006-08 годах он сотрудничал с командами Греции и Индии в A1 Grand Prix, а параллельно — в сезоне-2007 — помогал проводить первые гонки в Британской Формуле-3 Максу Чилтону. Наиболее удачным был последний сезон в A1: подготовленный Arena болид позволил Нараину Картикеяну выиграть несколько гонок.